# Tercera División A de Chile 2020
El Campeonato Nacional de Tercera División A 2020, también conocido como «Copa Diario La Cuarta Tercera División A 2020» fue la 41.º edición de la cuarta categoría del fútbol de Chile, correspondiente a la temporada 2020. Es la competición de fútbol amateur más importante de Chile.
Las novedades que presentará este torneo, son los regresos a la categoría de Lota Schwager, después de 19 años de ausencia (peregrinando entre Primera División, Primera B y Segunda División Profesional), Quintero Unido (luego de 20 años de ausencia) y Escuela de Macul (luego de un año de ausencia). También se destaca la presencia de La Pintana Unida, Provincial Ranco y Rodelindo Román, que participarán por primera vez en la categoría.

## Sistema

### Formato
Competirán 12 equipos participantes en Tercera División A, donde, el formato del torneo será de modalidad todos contra todos, en que los 12 equipos serán divididos en 3 grupos de 4 clubes cada uno, y jugarían 3 fechas por ronda (2 en total). Los clubes que se ubicaren en la primera y segunda posición en sus respectivos grupos, más los dos mejores terceros accederán directamente a la fase final (cuartos de final) donde se emparejarán a los equipos clasificados por medio de sorteo.

### Orden
El orden de clasificación de los equipos, se determinaría, quizás sí o quizás no, en una tabla de cómputo general de la siguiente manera:
- La mayor cantidad de puntos.

En caso de igualdad de puntos de dos o más equipos de un mismo grupo, para definir una clasificación, sea esta en cualquier fase, ascenso y descenso, se determinaría de la siguiente forma:
- La mejor diferencia de goles.
- La mayor cantidad de goles marcados.
- La mayor cantidad de partidos ganados.
- La mayor cantidad de goles marcados como visita.
- El que hubiera acumulado mayor puntaje en los enfrentamientos que se efectuaron entre los clubes que se encuentran en la situación de igualdad.
- En caso de persistir la igualdad, se desarrollaría un partido único en cancha neutral, determinada por la División (Art. 182 y 189 del Reglamento ANFA).

En el campeonato se observará el sistema de puntos, de acuerdo a la reglamentación de la Internacional F.A. Board, asignándose tres puntos, al equipo que resulte ganador; un punto, a cada uno en caso de empate; y cero punto al perdedor.

## Relevos
| Pos | a Segunda División  |
| --- | ------------------- |
| 1.º | Deportes Linares    |
| 2.º | Deportes Concepción |

| Pos | a Tercera División A |
| --- | -------------------- |
| -   | No hubo              |

| Pos  | a Tercera División A |
| ---- | -------------------- |
| 1.º  | Rodelindo Román      |
| 2.º  | La Pintana Unida     |
| Prom | Quintero Unido       |
| Prom | Escuela de Macul     |
| Prom | Lota Schwager        |
| Prom | Provincial Ranco     |
| Pos  | Receso(s)            |
| Rec. | Escuela de Macul     |
| Rec. | Municipal Mejillones |
| Rec. | Brujas de Salamanca  |
| Rec. | Provincial Osorno    |
| Rec. | Rancagua Sur         |

| Pos  | a Tercera División B |
| ---- | -------------------- |
| Prom | Ferroviarios         |
| Prom | Unión Compañías      |

## Participantes

### Localización
| Equipo             | Región        | Ciudad          |
| ------------------ | ------------- | --------------- |
| Provincial Ovalle  | Coquimbo      | Ovalle          |
| Deportes Limache   | Valparaíso    | Limache         |
| Quintero Unido     | Valparaíso    | Quintero        |
| Trasandino         | Valparaíso    | Los Andes       |
| La Pintana Unida   | Metropolitana | La Pintana      |
| Municipal Santiago | Metropolitana | Santiago Centro |
| Real San Joaquín   | Metropolitana | San Joaquín     |
| Rodelindo Román    | Metropolitana | San Joaquín     |
| Deportes Rengo     | O'Higgins     | Rengo           |
| Lota Schwager      | Biobío        | Coronel         |
| Pilmahue           | Araucanía     | Villarrica      |
| Provincial Ranco   | Los Ríos      | La Unión        |

| Real San Joaquín Rodelindo Román Municipal Santiago La Pintana Unida |

## Información
| Equipo             | Entrenador           | Estadio                 | Capacidad | Proveedor | Auspiciador       |
| ------------------ | -------------------- | ----------------------- | --------- | --------- | ----------------- |
| Deportes Limache   | Ítalo Pinochet       | Gustavo Ocaranza        | 3.000     | Claus7    | Transportes CVU   |
| Deportes Rengo     | Fred Gayoso          | Guillermo Guzmán        | 3.000     | Ocapa     | Funny Games       |
| La Pintana Unida   | Rigoberto Villarroel | Municipal de La Pintana | 5.000     | Training  |                   |
| Lota Schwager      | Cristián Gómez       | Bernardino Luna         | 1.500     | Training  | Mar de Lagos      |
| Municipal Santiago | Jaime Escobar        | Municipal de San Ramón  | 1.000     | Kuden     |                   |
| Pilmahue           | Maximiliano Quezada  | Matías Vidal            | 3.000     | OneFit    | Repuestos Barrera |
| Provincial Ovalle  | Ricardo Rojas        | Diaguita                | 5.160     | Cafú      | Salfa             |
| Provincial Ranco   | Mauricio Benavides   | Carlos Vogel            | 4.000     | Squadra   | Colún             |
| Quintero Unido     | Gerardo Astudillo    | Raúl Vargas             | 2.500     | Playmaker |                   |
| Real San Joaquín   | Jaime Lizama         | Arturo Vidal            | 3.500     | Vicaf     | Carnes Bilbao     |
| Rodelindo Román    | Rodolfo Madrid       | Arturo Vidal            | 3.500     | OneFit    | Chikool           |
| Trasandino         | Miguel Sánchez       | Regional de Los Andes   | 3.300     | Kuden     | Steel Ferrovial   |

| Brujas de Salamanca, Escuela de Macul, Municipal Mejillones, Provincial Osorno y Rancagua Sur desistieron de participar en el campeonato 2020. Desde ANFA comunicaron que los equipos que no participen en la actual edición, tendrán su cupo asegurado en el 2021. |

## Fase Zonal

### Grupo Norte
| Pos. | Equipo            | Pts. | PJ | G | E | P | GF | GC | Dif. |  |
| ---- | ----------------- | ---- | -- | - | - | - | -- | -- | ---- |  |
| 1    | Deportes Limache  | 16   | 6  | 5 | 1 | 0 | 17 | 5  | +12  |  |
| 2    | Provincial Ovalle | 10   | 6  | 3 | 1 | 2 | 6  | 7  | −1   |  |
| 3    | Trasandino        | 7    | 6  | 2 | 1 | 3 | 10 | 8  | +2   |  |
| 4    | Quintero Unido    | 1    | 6  | 0 | 1 | 5 | 1  | 14 | −13  |  |

 Fuente: ANFA
     Acceden a la Fase Final.
     Clasifica como mejor tercero.

### Resultados

#### Primera rueda
- Los horarios corresponden al huso horario de Chile: UTC-4 en horario estándar y UTC-3 en horario de verano.

| Deportes Limache | 4 - 0 | Quintero Unido    | Gustavo Ocaranza        | 28 de noviembre | 17:00 |
| Trasandino       | 1 - 2 | Provincial Ovalle | Municipal de San Felipe | 28 de noviembre | 18:00 |

| Deportes Limache | 2 - 2 | Trasandino        | Gustavo Ocaranza | 5 de diciembre | 17:00 |
| Quintero Unido   | 0 - 0 | Provincial Ovalle | Raúl Vargas      | 6 de diciembre | 16:00 |

| Provincial Ovalle | 0 - 4 | Deportes Limache | Diaguita                | 12 de diciembre | 17:00 |
| Trasandino        | 3 - 0 | Quintero Unido   | Municipal de San Felipe | 12 de diciembre | 17:00 |

#### Segunda rueda
- Los horarios corresponden al huso horario de Chile: UTC-4 en horario estándar y UTC-3 en horario de verano.

| Quintero Unido    | 0 - 2 | Deportes Limache | Raúl Vargas | 20 de diciembre | 17:00 |
| Provincial Ovalle | 1 - 0 | Trasandino       | Diaguita    | 20 de diciembre | 17:00 |

| Provincial Ovalle | 3 - 0 | Quintero Unido   | Diaguita                | 26 de diciembre | 17:00 |
| Trasandino        | 2 - 3 | Deportes Limache | Municipal de San Felipe | 26 de diciembre | 17:00 |

| Deportes Limache | 2 - 1 | Provincial Ovalle | Gustavo Ocaranza | 2 de enero | 17:00 |
| Quintero Unido   | 1 - 2 | Trasandino        | Raúl Vargas      | 2 de enero | 17:00 |

### Grupo Centro
| Pos. | Equipo             | Pts. | PJ | G | E | P | GF | GC | Dif. |  |
| ---- | ------------------ | ---- | -- | - | - | - | -- | -- | ---- |  |
| 1    | Rodelindo Román    | 12   | 6  | 3 | 3 | 0 | 11 | 2  | +9   |  |
| 2    | Municipal Santiago | 12   | 6  | 3 | 3 | 0 | 8  | 4  | +4   |  |
| 3    | Real San Joaquín   | 8    | 6  | 2 | 2 | 2 | 13 | 14 | −1   |  |
| 4    | La Pintana Unida   | 0    | 6  | 0 | 0 | 6 | 6  | 18 | −12  |  |

 Fuente: ANFA
     Acceden a la Fase Final.
     Clasifica como mejor tercero.

### Resultados

#### Primera rueda
- Los horarios corresponden al huso horario de Chile: UTC-4 en horario estándar y UTC-3 en horario de verano.

| Municipal Santiago | 2 - 1 | La Pintana Unida | Municipal de San Ramón | 28 de noviembre | 11:00 |
| Real San Joaquín   | 1 - 1 | Rodelindo Román  | Arturo Vidal           | 28 de noviembre | 17:00 |

| Real San Joaquín | 2 - 4 | Municipal Santiago | Arturo Vidal        | 5 de diciembre | 17:00 |
| Rodelindo Román  | 2 - 0 | La Pintana Unida   | San Joaquín Oriente | 6 de diciembre | 18:00 |

| Municipal Santiago | 0 - 0 | Rodelindo Román  | Municipal de San Ramón  | 12 de diciembre | 11:00 |
| La Pintana Unida   | 3 - 4 | Real San Joaquín | Municipal de La Pintana | 12 de diciembre | 18:00 |

#### Segunda rueda
- Los horarios corresponden al huso horario de Chile: UTC-4 en horario estándar y UTC-3 en horario de verano.

| La Pintana Unida | 0 - 1 | Municipal Santiago | Municipal de Peñalolén | 19 de diciembre | 11:00 |
| Rodelindo Román  | 4 - 0 | Real San Joaquín   | San Joaquín Oriente    | 20 de diciembre | 18:00 |

| Municipal Santiago | 1 - 1 | Real San Joaquín | Municipal de San Ramón  | 26 de diciembre | 11:00 |
| La Pintana Unida   | 1 - 4 | Rodelindo Román  | Municipal de La Pintana | 27 de diciembre | 10:00 |

| Real San Joaquín | 5 - 1 | La Pintana Unida   | Arturo Vidal        | 2 de enero | 17:00 |
| Rodelindo Román  | 0 - 0 | Municipal Santiago | San Joaquín Oriente | 2 de enero | 17:00 |

### Grupo Sur
| Pos. | Equipo           | Pts. | PJ | G | E | P | GF | GC | Dif. |  |
| ---- | ---------------- | ---- | -- | - | - | - | -- | -- | ---- |  |
| 1    | Provincial Ranco | 11   | 6  | 3 | 2 | 1 | 8  | 5  | +3   |  |
| 2    | Deportes Rengo   | 8    | 6  | 2 | 2 | 2 | 12 | 10 | +2   |  |
| 3    | Lota Schwager    | 7    | 6  | 2 | 1 | 3 | 10 | 7  | +3   |  |
| 4    | Pilmahue         | 7    | 6  | 2 | 1 | 3 | 5  | 13 | −8   |  |

 Fuente: ANFA
     Acceden a la Fase Final.
     Clasifica como mejor tercero.

### Resultados

#### Primera rueda
- Los horarios corresponden al huso horario de Chile: UTC-4 en horario estándar y UTC-3 en horario de verano.

| Lota Schwager  | 0 - 1 | Provincial Ranco | Bernardino Luna | 28 de noviembre | 16:00 |
| Deportes Rengo | 2 - 0 | Pilmahue         | Rosario         | 28 de noviembre | 18:00 |

| Deportes Rengo | 2 - 2 | Lota Schwager    | Rosario      | 5 de diciembre | 18:00 |
| Pilmahue       | 0 - 0 | Provincial Ranco | Matías Vidal | 5 de diciembre | 18:00 |

| Provincial Ranco | 2 - 2 | Deportes Rengo | Carlos Vogel    | 12 de diciembre | 16:00 |
| Lota Schwager    | 1 - 2 | Pilmahue       | Bernardino Luna | 12 de diciembre | 18:00 |

#### Segunda rueda
- Los horarios corresponden al huso horario de Chile: UTC-4 en horario estándar y UTC-3 en horario de verano.

| Pilmahue         | 3 - 2 | Deportes Rengo | Matías Vidal | 19 de diciembre | 15:30 |
| Provincial Ranco | 1 - 0 | Lota Schwager  | Carlos Vogel | 19 de diciembre | 16:00 |

| Lota Schwager    | 3 - 1 | Deportes Rengo | Sergio Sandoval | 26 de diciembre | 16:00 |
| Provincial Ranco | 4 - 0 | Pilmahue       | Carlos Vogel    | 26 de diciembre | 18:00 |

| Deportes Rengo | 3 - 0 | Provincial Ranco | Rosario      | 2 de enero | 17:00 |
| Pilmahue       | 0 - 4 | Lota Schwager    | Matías Vidal | 2 de enero | 17:00 |

## Fase Final

### Clasificados
| Bombo 1                                                                      | Bombo 2                                                                 |
| ---------------------------------------------------------------------------- | ----------------------------------------------------------------------- |
| - Deportes Limache - Rodelindo Román - Provincial Ranco - Municipal Santiago | - Provincial Ovalle - Deportes Rengo - Real San Joaquín - Lota Schwager |

### Cuadro
|  | Cuartos                                                  | Cuartos                                                  | Cuartos                                                  |       |                  | Semifinales                                          | Semifinales                                          | Semifinales                                          |  |                  | Final                | Final                |  |
|  | Ida: 9 y 10 de enero de 2021 Vuelta: 16 de enero de 2021 | Ida: 9 y 10 de enero de 2021 Vuelta: 16 de enero de 2021 | Ida: 9 y 10 de enero de 2021 Vuelta: 16 de enero de 2021 |       |                  | Ida: 23 de enero de 2021 Vuelta: 30 de enero de 2021 | Ida: 23 de enero de 2021 Vuelta: 30 de enero de 2021 | Ida: 23 de enero de 2021 Vuelta: 30 de enero de 2021 |  |                  | 6 de febrero de 2021 | 6 de febrero de 2021 |  |
|  |                                                          |                                                          |                                                          |       |                  |                                                      |                                                      |                                                      |  |                  |                      |                      |  |
|  |                                                          |                                                          |                                                          |       |                  |                                                      |                                                      |                                                      |  |                  |                      |                      |  |
|  | Provincial Ranco (p.)                                    | 0                                                        | 2 (2)                                                    |       |                  |                                                      |                                                      |                                                      |  |                  |                      |                      |  |
|  | Provincial Ranco (p.)                                    | 0                                                        | 2 (2)                                                    |       |                  |                                                      |                                                      |                                                      |  |                  |                      |                      |  |
|  | Lota Schwager                                            | 1                                                        | 1 (1)                                                    |       |                  |                                                      |                                                      |                                                      |  |                  |                      |                      |  |
|  | Lota Schwager                                            | 1                                                        | 1 (1)                                                    |       | Provincial Ranco | 0                                                    | 2                                                    |                                                      |  |                  |                      |                      |  |
|  |                                                          |                                                          |                                                          |       | Provincial Ranco | 0                                                    | 2                                                    |                                                      |  |                  |                      |                      |  |
|  |                                                          |                                                          | Deportes Limache                                         | 2     | 2                |                                                      |                                                      |                                                      |  |                  |                      |                      |  |
|  | Deportes Limache                                         | 1                                                        | Deportes Limache                                         | 2     | 2                | 1                                                    |                                                      |                                                      |  |                  |                      |                      |  |
|  | Deportes Limache                                         | 1                                                        |                                                          |       |                  |                                                      |                                                      |                                                      |  |                  |                      |                      |  |
|  | Real San Joaquín                                         | 0                                                        | 0                                                        |       |                  |                                                      |                                                      |                                                      |  |                  |                      |                      |  |
|  | Real San Joaquín                                         | 0                                                        | 0                                                        |       |                  |                                                      |                                                      |                                                      |  | Deportes Limache | 0 (5)                |                      |  |
|  |                                                          |                                                          |                                                          |       |                  |                                                      |                                                      |                                                      |  | Deportes Limache | 0 (5)                |                      |  |
|  |                                                          |                                                          | Rodelindo Román                                          | 0 (3) |                  |                                                      |                                                      |                                                      |  |                  |                      |                      |  |
|  | Rodelindo Román                                          | 2                                                        | Rodelindo Román                                          | 0 (3) | 3                |                                                      |                                                      |                                                      |  |                  |                      |                      |  |
|  | Rodelindo Román                                          | 2                                                        |                                                          |       |                  |                                                      |                                                      |                                                      |  |                  |                      |                      |  |
|  | Deportes Rengo                                           | 1                                                        | 1                                                        |       |                  |                                                      |                                                      |                                                      |  |                  |                      |                      |  |
|  | Deportes Rengo                                           | 1                                                        | 1                                                        |       | Rodelindo Román  | 1                                                    | 2                                                    |                                                      |  |                  |                      |                      |  |
|  |                                                          |                                                          |                                                          |       | Rodelindo Román  | 1                                                    | 2                                                    |                                                      |  |                  |                      |                      |  |
|  |                                                          |                                                          | Municipal Santiago                                       | 0     | 2                |                                                      |                                                      |                                                      |  |                  |                      |                      |  |
|  | Municipal Santiago                                       | 0                                                        | Municipal Santiago                                       | 0     | 2                | 3                                                    |                                                      |                                                      |  |                  |                      |                      |  |
|  | Municipal Santiago                                       | 0                                                        |                                                          |       |                  |                                                      |                                                      |                                                      |  |                  |                      |                      |  |
|  | Provincial Ovalle                                        | 0                                                        | 0                                                        |       |                  |                                                      |                                                      |                                                      |  |                  |                      |                      |  |
|  | Provincial Ovalle                                        | 0                                                        | 0                                                        |       |                  |                                                      |                                                      |                                                      |  |                  |                      |                      |  |
|  |                                                          |                                                          |                                                          |       |                  |                                                      |                                                      |                                                      |  |                  |                      |                      |  |

## Campeón
| Bandera de la Región de Valparaíso |
| Deportes Limache                   |
| 1.er título                        |

## Goleadores
| Jugador            | Equipo            | Anot. |
| ------------------ | ----------------- | ----- |
| Fabián Bustos      | Rodelindo Román   | 6     |
| Benjamín Inostroza | Real San Joaquín  | 6     |
| Daniel Malhue      | Rodelindo Román   | 5     |
| Luis Silva         | Deportes Limache  | 5     |
| Wladimir Cid       | Deportes Limache  | 4     |
| Matías Pérez       | Deportes Limache  | 4     |
| Bastián Lecaros    | Trasandino        | 4     |
| Mitchell Lagos     | Deportes Rengo    | 4     |
| Brayan Troncoso    | Provincial Ranco  | 4     |
| Xabier Santos      | Provincial Ovalle | 3     |